# Église de la Paix de Frœschwiller
L'église de la Paix est un temple luthérien français, située dans le Bas-Rhin, sur la commune de Frœschwiller. L'édifice est accolé au château des Eckbrecht de Durckheim.

## Historique
Frœschwiller est un village d'Alsace qui a été très tôt influencé à la Réforme luthérienne et dès 1685, l'église devient une église simultanée où coexistent les pratiques catholique et luthérienne. En 1841, la construction d'une nouvelle nef est planifiée, qui est élevée en 1845 avec l'entrée principale sur la rue, dans le sens nord-sud.
Pendant la guerre franco-allemande de 1870, la région est le théâtre de la bataille de Frœschwiller-Wœrth qui voit s'affronter 50 000 Français tentant de repousser l'armée prussienne forte de 130 000 soldats. L’église qui sert d'hôpital pour plus d’une centaine de blessés est incendiée par les Allemands qui se sont engagés à reconstruire une église au même emplacement ainsi qu'une nouvelle église catholique. La bataille fait plus de vingt mille morts.
Le projet est présenté en 1872 par Charles Winkler, architecte départemental (Landbaumeister) des monuments historiques allemands : l'édifice adopte un style néo-gothique avec un clocher inspiré par la cathédrale de Laon ; la reconstruction est placée sous l'autorité du prince royal Frédéric Guillaume qui avait défilé dans la ville lors de sa victoire en 1870 et une collecte  est organisée par l'association d'aide de Nuremberg (Hilfsverein Nürnberg) mobilisant de nombreux dons provenant de toute l'Allemagne pour financer le gros œuvre et l'ameublement.
Le pasteur Charles Klein, qui avait suivi et encouragé les travaux, prononça le discours d'inauguration le 30 juillet 1876, en dédiant l'église à la Paix.
L'église est classée monument historique par les autorités allemandes vingt ans après sa construction, puis déclassée tardivement lors du retour de l’Alsace-Lorraine à la France. Elle fait partie de la liste manuscrite des édifices à « supprimer » de la liste des monuments historiques d’Alsace-Moselle, destinée à être transmise au secrétariat des Beaux-Arts pour mise à jour et publication dans le J.O. du 16 février 1930. 
Les demandes de re-protection de l’édifice déposées par la commune à trois reprises après-guerre (en 1968, en 1979, et enfin en 1981) ont toutes essuyé une fin de non-recevoir.
L'église sera inscrite un siècle plus tard au titre des monuments historiques français le 3 novembre 2020, en même temps que le monument funéraire des Straus-Durkheim. Elle a été classée le 9 mai 2022.

## Description

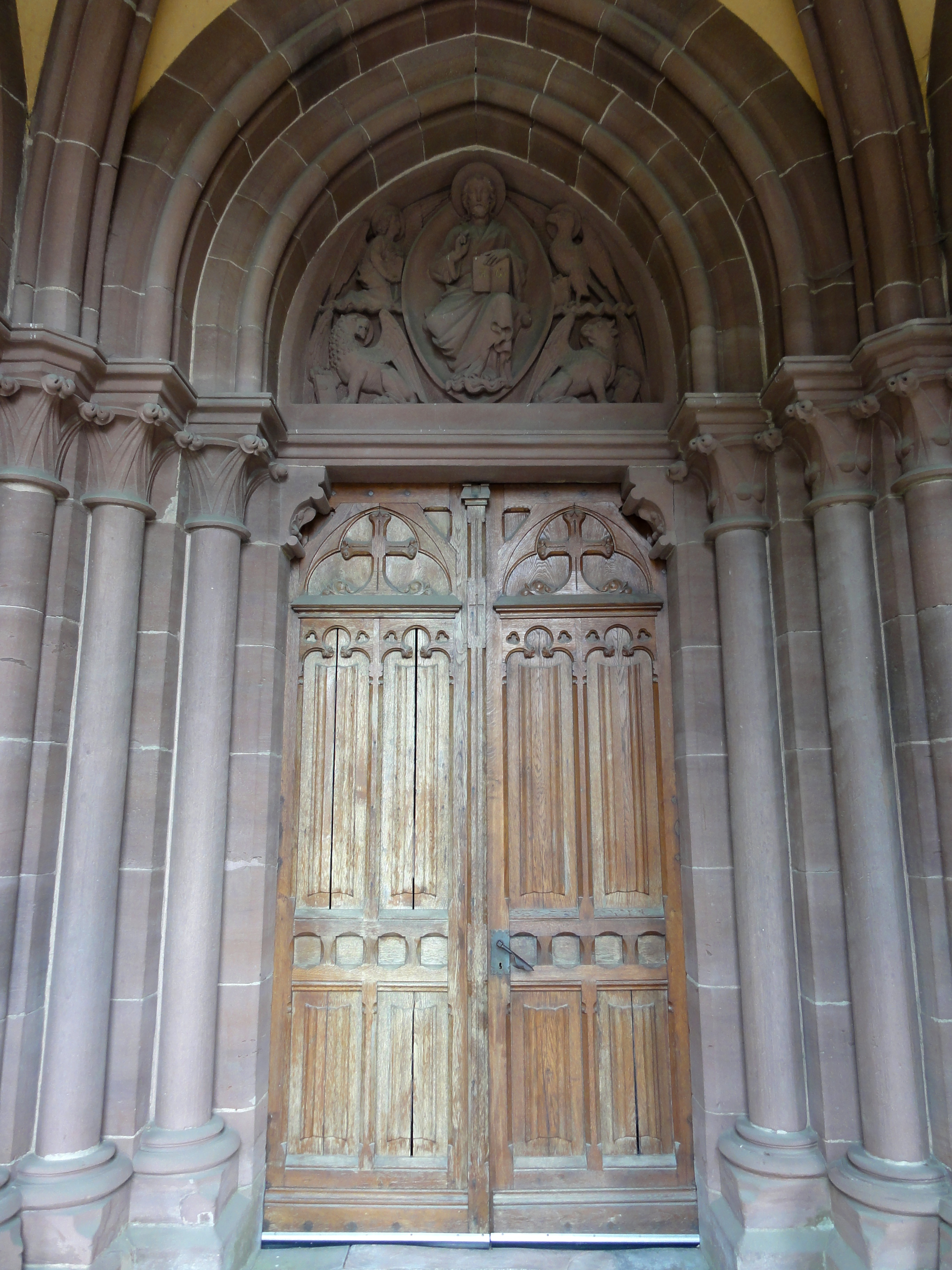

L'église, orientée nord-sud, est précédée d'un porche à trois travées, voûtées d'ogives. Les portails sont en arc brisé, surmontés d'un gâble ; au sommet de l'arc central, se trouve une statue d'ange. Le tympan de la porte ouvrant sur la nef est sculpté d'un relief : le Christ et le tétramorphe. Le clocher en pierre de taille est couvert d'une flèche, avec dais, gâbles et gargouilles.
La nef compte quatre travées. Elle est en moellons couverts d'enduit, éclairée par deux niveaux de fenêtres, à une lancette au niveau inférieur, à deux lancettes et trilobes dans le niveau supérieur. Il n’y a pas de transept. La façade nord de l’église présente deux tourelles d'escalier aux angles nord-est et nord-ouest, avec escaliers à vis.
Le chœur est peu profond. À l'intérieur, le vaisseau central voûté d'ogives est flanqué de tribunes au-dessus de passages latéraux couverts de voûtes en berceau surbaissé. Entre les travées, on retrouve des arcs trilobés. Les piliers, arcs, nervures des voûtes sont en grès sculpté. Les clés de voûte sont ornées de rosaces, et les chapiteaux des piliers sont à crochets. Les garde-corps des tribunes sont en tôle découpée, sauf celle de la tribune d'orgue, qui est en bois. Le chœur est couvert d’une voûte à croisée d'ogives, et percé de cinq baies hautes.

## Mobilier
L'orgue est le seul instrument en France du facteur d'orgue Steinmeyer (de) de Bavière. Il s'agit d'un opus 145 avec 16 jeux sur 2 claviers et pédale. Les tuyaux de façade ont été réquisitionnés par les autorités allemandes en 1917 et Georges Schwenkedel remplaça la façade en 1931 par des tuyaux en zinc.
La chaire, un banc pastoral et les bancs de fidèles sont réalisés par Ch. Winkler en collaboration avec J.-Ph. Muller. Les autres éléments du mobilier sont exécutés par des artistes allemands, dont un retable orné de peintures par Fr. W. Wanderer en 1876 et un meuble de sacristie. Les objets d'orfèvrerie notables sont une croix d'autel, six chandeliers et un lustre d'église du type couronne de lumières. Les vitraux ont été exécutés d'après les dessins de Fr. W. Wanderer, les cloches par G. Hamm de Kaiserslauten.

## Monument commémoratif de la famille Straus-Durckheim
Le monument commémoratif se situe dans l'enclos de l'église entre le chevet de l'église et le château. Il a été dressé lors de la vente du château par cette branche de la famille à leur cousin Ferdinand Eckbrecht de Durckheim vers 1850.
Il est composé d'un piédestal carré aux angles ornés de pilastres fasciculés avec un obélisque, le tout entouré d'une clôture en fer forgé, avec piédroits de grès.
Sur le décor en bas-relief en grès rose, les noms des membres de la famille Straus-Durckheim sont gravés :
- Charles Frédéric Straus père (1742-1824) ;
- Louise Françoise Straus, née Eckbrecht de Durckheim (1747-1835) ;
- Charles Théodore Straus-Durckheim (1783-1849) ;
- Erasme Maximilien Straus-Durckheim (1786-1853) ;
- Hercule Eugène Grégoire Straus-Durckheim (Voir sur Wikidata) (1796-1865).